# Mục Đẩu (đảo)
đảo Mục Đẩu (tiếng Trung: 目斗嶼; Hán-Việt: Mục Đẩu dữ; bính âm: Mùdǒu Yǔ) là đảo cực bắc của quần đảo Bành Hồ, Đài Loan. Đảo nằm cách 7 km về phía bắc của đảo Cát Bối, do đó còn được gọi là đảo Tọa Bắc (座北島).
Đảo Mục Đẩu trông giống như một ống mực được sử dụng bởi những người thợ mộc, vì vậy nó được gọi là đảo Mặc Đẩu (墨斗嶼) trong những ngày đầu. Từ giữa thế kỷ 18, vùng biển xung quanh đảo là ngư trường quan trọng ở đầu phía bắc của quần đảo Bành Hồ, và nó cũng là ngư trường của cư dân đảo Cát Bối. Năm 1844, Thuyền trưởng Richard Collinson của Hải quân Anh đã đến thăm Bành Hồ để tiến hành khảo sát thủy văn và vẽ bản đồ Bành Hồ. Trong thời kỳ Nhật Bản chiếm đóng Đài Loan, người Nhật lấy tên lấy tên đồng âm là Mục Đẩu.
Trên đảo Mục Đẩu có ngọn hải đăng đảo Mục Đẩu, một ngôi miếu Phúc Đức, những ngôi nhà lợp ngói, bếp nấu cá và các di tích khác của các cư dân đầu tiên. Đảo có những cư dân thường trú trong thời kỳ Nhật Bản cai trị, nhưng do điều kiện sống vô cùng tồi tệ, cư dân dần dần chuyển đến đảo Cát Bối, đảo Bạch Sa và những nơi khác, và hiện chỉ có nhân viên quản lý làm ca đêm tại ngọn hải đăng là sống trên đảo.